# Henry Wellesley (6e duc de Wellington)
Pour les articles homonymes, voir Wellesley.
Henry Valerian George Wellesley, 6e duc de Wellington, né le 14 juillet 1912 et tué à la guerre le 16 septembre 1943 à Piegolelle, est un militaire et aristocrate britannique.

## Biographie
Henry Wellesley est le second et dernier enfant, et unique fils, d'Arthur Wellesley, militaire de carrière, activiste d'extrême-droite et antisémite au sein de la Confrérie anglo-germanique, et 5e duc de Wellington de la pairie du Royaume-Uni. Henry Wellesley est ainsi l'arrière-arrière-petit-fils d'Arthur Wellesley, commandant des forces britanniques et principal héros de la bataille de Waterloo en 1815, puis Premier ministre du Royaume-Uni. Cet Arthur Wellesley est fait successivement vicomte Wellington en 1809, duc de la Victoire par le roi du Portugal Jean VI en 1812, comte puis marquis de Wellington cette même année, duc de Ciudad Rodrigo par le roi d'Espagne Ferdinand VII en 1812 également, puis marquis Douro et duc de Wellington en 1814. Le roi Guillaume Ier des Pays-Bas le fait prince de Waterloo en 1815, pour sa victoire face aux forces napoléoniennes. En 1831 il obtient ce même titre dans la noblesse belge du Royaume de Belgique nouvellement indépendant. Ses descendants et héritiers de ces titres mènent également carrière dans les forces armées britanniques,.
À sa naissance en 1912, Henry Wellesley obtient le titre de courtoisie de comte de Mornington de la pairie d'Irlande, héritage d'Arthur Wellesley, 2e duc de Wellington devenu en 1863 6e comte de Mornington. Par tradition, depuis, l'héritier apparent au titre de duc de Wellington porte le titre de courtoisie subsidiaire de marquis de Douro, et l'héritier apparent au titre de marquis Douro (généralement donc le petit-fils du duc) porte le titre de courtoisie subsidiaire de comte de Mornington. Cette coutume vaudra à Henry Wellesley le surnom de "Morny" durant sa carrière militaire,,.
Il est éduqué à Stowe School (en), public school (école privée) dans le comté du Buckinghamshire. En 1934, à la mort de son grand-père le colonel Arthur Wellesley, 4e duc de Wellington, il obtient le titre de courtoisie de marquis Douro. Décrit comme « un peu grassouillet, sans prétention, et amiable », il intègre en 1935 le régiment du duc de Wellington (en), régiment d'infanterie de l'Armée britannique nommé en l'honneur de son ancêtre le 1er duc. Il y a le rang de second lieutenant. De 1939 à 1942 il est détaché au 3e bataillon du régiment des King's African Rifles, et participe à la campagne d'Afrique de l'Est contre l'Italie dans le cadre de la Seconde Guerre mondiale, sous les ordres du général Douglas Dickinson (en) et du général Alan Cunningham,,,,.

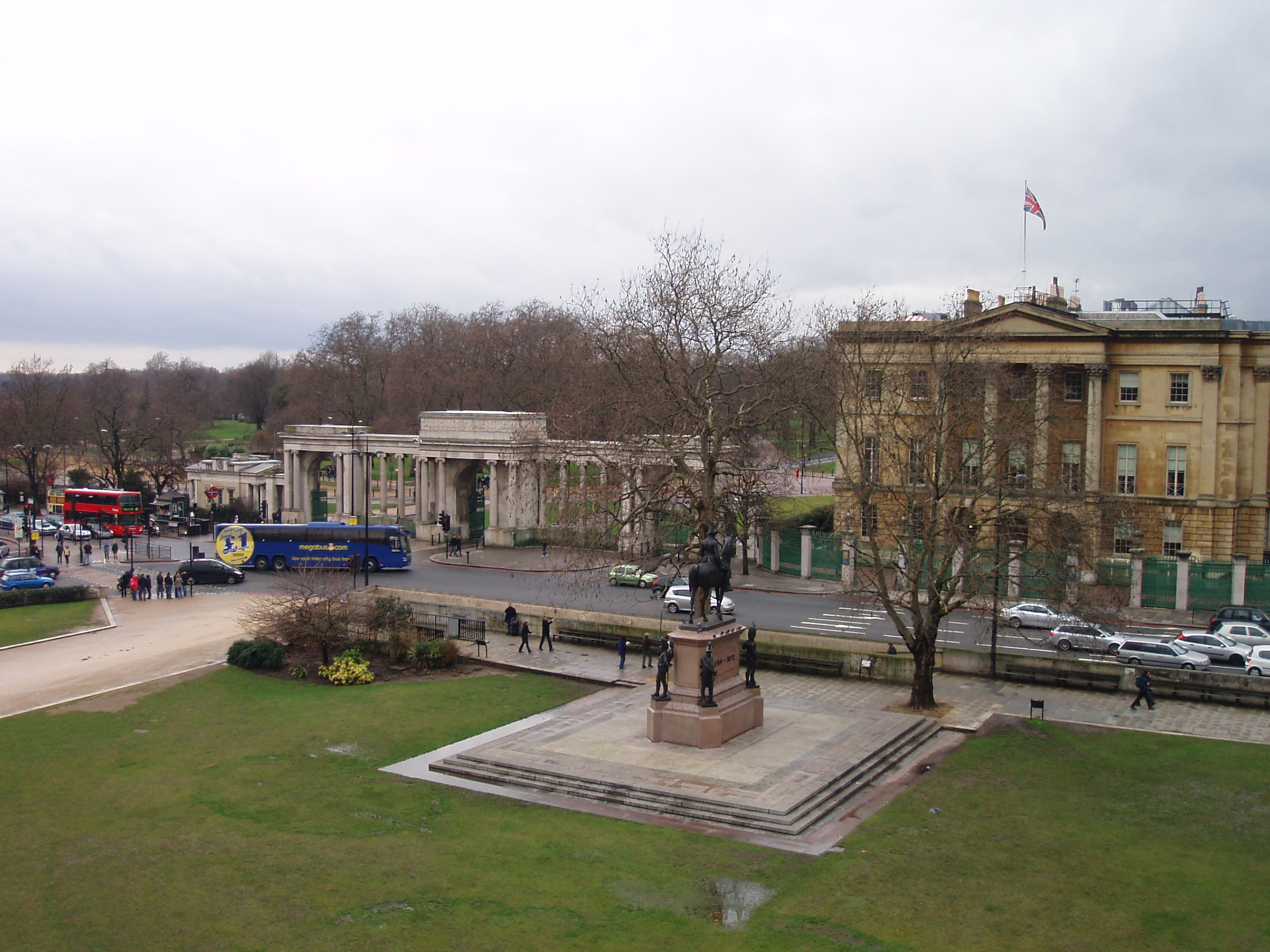
Le manoir familial d'Apsley House (sur la droite), à côté de l'entrée principale de Hyde Park et face à une statue équestre du 1er duc de Wellington.

En décembre 1941, à la mort de son père, il devient notamment 6e duc de Wellington, 6e prince de Waterloo, 6e duc de Ciudad Rodrigo, et 6e duc de la Victoire. Il hérite également du manoir d'Apsley House à Londres et, en tant que duc de la pairie du Royaume-Uni, d'un siège à la Chambre des lords. Étant alors sur le front de la guerre, ce n'est toutefois qu'en octobre 1942, à son retour d'Afrique de l'Est, qu'il prononce son premier discours au Parlement. Il y répond à un article publié dans un magazine américain par le travailliste Joseph Kenworthy, 10e baron Strabolgi et jusqu'à peu officier dans la Royal Navy, qui appelle à une démocratisation de l'accès aux rangs d'officiers supérieurs dans les forces armées. Tandis que Josiah Wedgwood, 1er baron Wedgwood soutient les écrits de leur collègue, au nom d'une meilleure efficacité dans le cadre de l'effort de guerre, Henry Wellesley développe un argumentaire s'opposant à celui du baron Strabolgi,,, :
« Je ne comprends pas ce que Lord Strabolgi entend par une Armée de Citoyens ou une Armée populaire. Suggère-t-il qu'il eût été préférable de nous délester de notre petite armée professionnelle et de notre Armée territoriale des temps de paix, de les considérer comme des appendices inutiles d'un âge révolu, et de chercher à constituer une armée à partir de personnes dont la principale ou seule vertu est celle d'un courage jamais encore mis à l'épreuve ? ».
Il participe ensuite à la campagne d'Italie et est détaché à l'unité No. 2 Commando (en) des Commandos, avec le grade provisoire de capitaine et sous le commandement du lieutenant-colonel Jack Churchill, dit « Jack le Fou » ou « Jack le Battant ». Le 9 septembre 1943, il participe à l'opération Avalanche, le débarquement des forces alliées près de Salerne, dans le sud-ouest de l'Italie. Quelques jours plus tard, alors que les forces alliées continuent leur avancée vers Naples, il mène un groupe de commandos à l'assaut d'une colline tenue par les Allemands au village de Piegolelle. Attaquant un poste de mitrailleuse MG 42, il est mortellement blessé par une rafale de balles, à l'âge de 31 ans. Il est inhumé au cimetière militaire de Salerne, et reçoit pour sa bravoure la citation militaire à titre posthume,,,,.
Il ne s'était jamais marié, et n'a pas d'enfant. Son titre de duc de Wellington et ses autres titres reviennent à son oncle Gerald Wellesley, à l'exception de son titre de duc de Ciudad Rodrigo qui revient à sa sœur aînée, Lady Anne Rhys. Le nouveau duc de Wellington offre le manoir d'Apsley House à la nation britannique dans le cadre du paiement de l'impôt sur les successions résultant de la mort du 6e duc,.
Henry Wellesley est l'un des cinquante-six parlementaires britanniques morts à la Seconde Guerre mondiale et commémorés par un vitrail au palais de Westminster.